# كلاوديا أوت
كلاوديا أوت (1968 في توبنغن) مستعربة ألمانية ومؤلفة ومترجمة وموسيقية.

## سيرتها
درست كلاوديا أوت الدراسات الإسلامية والعربية والإيرانية ومواد استشراقية أخرى في الجامعة العبرية في القدس (1986-1988) وجامعة إبرهارد كارل في توبنغن (1988-1992). في عام 1998 حصلت على الدكتوراه في الدراسات العربية في أطروحة حول الملاحم العربية (بالألمانية: Metamorphosen des Epos) من جامعة برلين الحرة. من 1993 إلى 1998 كانت مساعدة باحث في ندوة الدراسات السامية والعربية في جامعة برلين الحرة. وعقب ذلك أقامت في القاهرة لدراسة الموسيقى العربية والبحث الموسيقي (أكاديمية الفنون). من 2000 إلى 2013 كانت مساعدة بحثية في قسم فقه اللغة الشرقية بجامعة إرلنغن نورنبيرغ. تعمل منذ 2013 محاضرة وعضو منتسب في ندوة الدراسات العربية والإسلامية في جامعة غوتينغن.
تعمل كلاوديا أوت بشكل منتظم كمؤلفة ومترجمة للعديد من المحطات الإذاعية والصحف منذ عام 1992، وكمترجمة أدبية مستقلة من اللغة العربية منذ عام 2000.
كلاوديا أوت عضوة في عدة فرق دولية للموسيقى الشرقية وتشرف على برامجها الخاصة بالموسيقى والأدب الشرقي. كموسيقية ومترجمة ومقدمة، عملت كلاوديا أوت مع فنانين مهمين مثل أوركسترا نورمبرغ السيمفونية ومهرجان هاندل غوتنغن الدولي وسينتا برجر وغونتر غراس وإنغو شولز ومحمود درويش ومحمد منير وعبده داغر وجمال الغيطاني معًا.
رافقت زيارات غونتر غراس إلى اليمن في عامي 2001 و2004.
تلقت كلاوديا أوت منحًا من صندوق الترجمة الألماني ومنحة من صندوق الأدب الألماني لترجمتها لكتاب ألف ليلة وليلة. في عام 2011 حصلت على جائزة يوهان فريدريش فون كوتا للأدب والترجمة من مدينة شتوتغارت. في عام 2013، تم ترشيحها للعرض العالمي الأول لـ «مائة ليلة وليلة» لجائزة معرض لايبزيغ للكتاب في فئة «الترجمة».

## المنشورات
- تحولات الملحمة. سيرة المجاهدين (سيرة الأميرة دات الهمة) بين الشفهية والكتابة. مدرسة أبحاث الدراسات الآسيوية والأفريقية والأمريكية (= منشورات CNWS 119)، جامعة Leiden ، Leiden 2003 (أطروحة)، ISBN 90-5789-081-X .
- ألف ليلة وليلة . وفقًا لأقدم مخطوطة عربية في طبعة محسن مهدي ، ترجمت لأول مرة إلى الألمانية كلاوديا أوت. CH Beck ، ميونيخ 2011 11 (2004 1)، ISBN 978-3-406-51680-1 .
  - أيضًا كغلاف ورقي: dtv ، Munich 2010 3 (2006 1)، ISBN 978-3-423-13526-9 .
  - أيضًا ككتاب صوتي: كتاب صوتي هامبورغ، هامبورغ 2004 1 (إصدارات مختلفة وإصدارات أخرى)، ISBN 978-3-89903-789-0 .
- ذهب على اللازورد . أجمل 100 قصيدة حب من الشرق. سي إتش بيك، ميونيخ 2008، ISBN 978-3-406-57669-0 .
- مائة ليلة وليلة . تُرجم من العربية إلى الألمانية لأول مرة وعلقت عليه بإسهاب كلاوديا أوت. بعد المخطوطة الأندلسية لمتحف الآغا خان. مع صور طبق الأصل. Manesse Verlag ، زيورخ 2012، ISBN 978-3-7175-9026-2 .
- ألف ليلة وليلة . النهاية السعيدة. بعد الكتابة اليدوية لمكتبة راشيت أفندي في قيصري، ترجمتها إلى الألمانية كلاوديا أوت. CH Beck ، ميونيخ 2016، ISBN 978-3-406-68826-3 .

## ديسكغرفي
- فرقات عجابي، الحب الإلهي، القاهرة 1999 (مشاركة، MC)
- محمد منير، في عشق البنات ، القاهرة 2000 (مشاركة، MC ، CD)
- بالجبال والحجارة برلين 2003 (CD)
- بالتعاون مع السفارة الألمانية في صنعاء ومعهد جوته: تور دي اليمن - أغاني مستوحاة من قصائد غونتر غراس. الموسيقى: سحر طه، مراد العقرابي، كلاوديا أوت، صنعاء - برلين 2004 (CD)
- الكسندر فيست مع فواصل شرقية. برلين 2004 (مشاركة؛ قرص مضغوط)
- ألف ليلة وليلة - حفل القراءة. بريمن 2005 (CD)

## الجوائز
- 2011 جائزة يوهان فريدريش فون كوتا للأدب والترجمة من مدينة شتوتغارت
- منحة الإقامة لعام 2019 من إقامة الفنان Chretzeturm ، Stein am Rhein [1]
- 2019 جائزة مؤسسة إرلانجن الثقافية للكبار نويبرز. من فيلم «ألف ليلة وليلة»

## المؤلفات
- أخت شهرزاد الصغيرة. الحكايات الخيالية من مائة ليلة وليلة: تفتح كلاوديا أوت التقليد غير المعروف لقصة مشهورة. في: Süddeutsche Zeitung من 14. سبتمبر 2010، ص.11
- دائمًا ليال جديدة ، مقابلة مع إجوما مانجولد، DIE ZEIT 24، 10. يونيو 2010، ص.53
- يسعدني أن أقرأها يواكيم سارتوريوس، الآداب 6، يونيو 2004، ص 78 - 83.

## روابط إنترنت
- الموقع الرسمي لكلاوديا أوت
- الموقع الرسمي لكتاب 101 ليلة
- يتحدث WDR 3 (Westdeutscher Rundfunk) يوم السبت من 13. مايو 2016